# Temperatura de transició vítria

Durant l'escalfament, el mòdul E (Pa) d'un polímer semicristal·lí decreix, de primer, ràpidament. Després passa per un període d'estabilització. Si la temperatura augmenta més, el polímer es fon i el mòdul és zero. Entre l'estat rígid i el fos és on es troba la temperatura de transició vítria Tg.

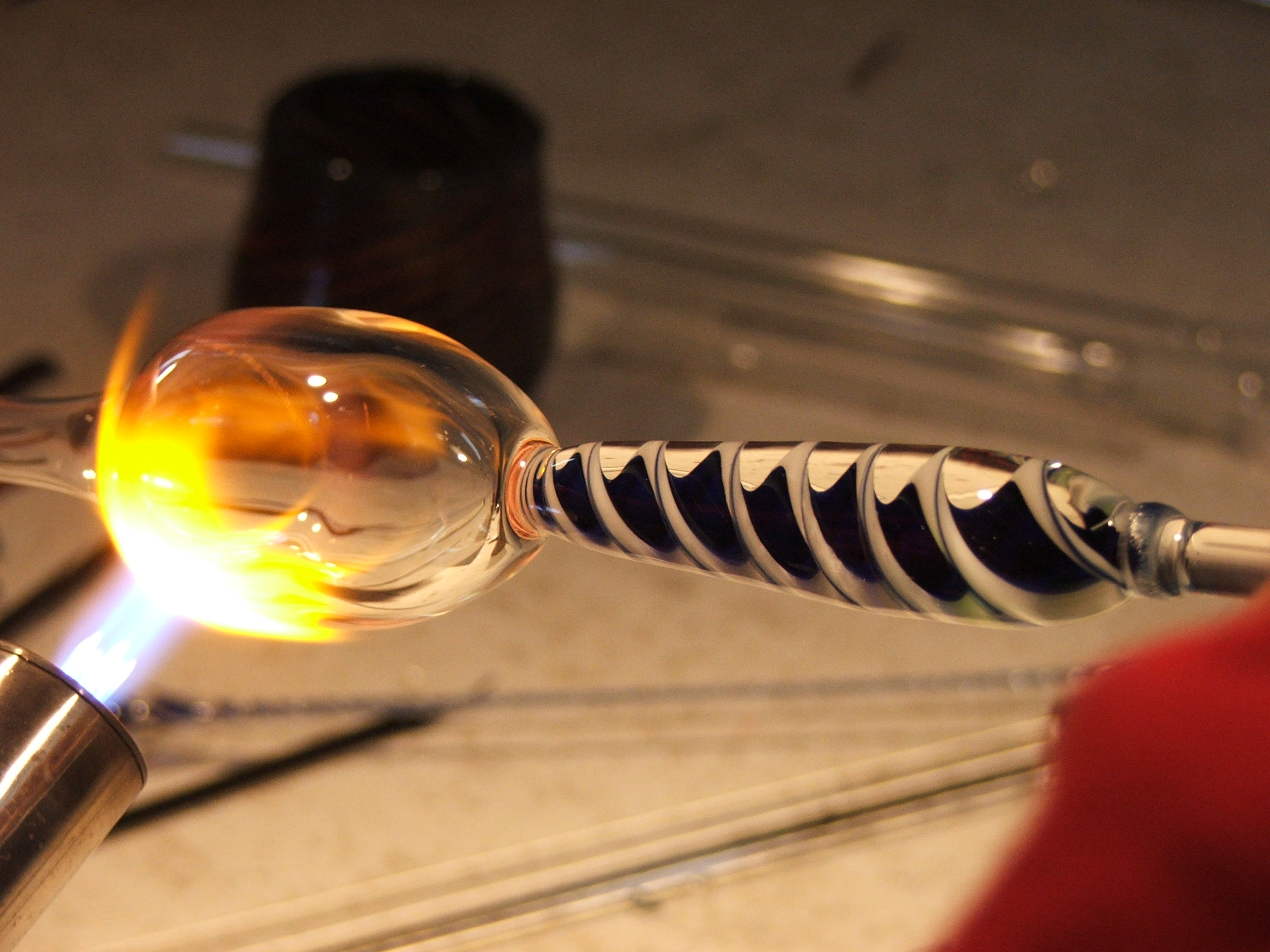
Vidre bufat a una temperatura just per sobre de la transició vítria.

La temperatura de transició vítria (Tg) és la temperatura a la qual es presenta una pseudotransició termodinàmica en materials vítrics, fet pel que es troba en vidres, polímers i altres materials inorgànics  amorfs. Això vol dir que des del punt de vista termodinàmic, no és pròpiament una transició. La Tg de manera simplificada es pot entendre com que a aquesta temperatura el polímer deixa de ser rígid i comença a estovar-se.
És un punt intermedi de temperatura entre l'estat de fusió i l'estat rígid del material. L'estudi del Tg és més complex en el cas de polímers que en de qualsevol altre material de molècules petites.
Per sobre de la Tg els enllaços secundaris de les molècules són molt més febles que el seu moviment tèrmic, per això el polímer es torna gomós i adquireix certa elasticitat i capacitat de deformació plàstica sense fractura. Aquest comportament és específic de polímers termoplàstics i no es dona en polímers termoestables.

## Característiques bàsiques
Aquest tipus de transició s'observa en materials vitris, entre un estat líquid (el material flueix) i un altre estat aparentment sòlid, aquest estat aparentment sòlid és un estat de no-equilibri termodinàmic, el material és considerat un líquid subrefredat (que flueix a velocitats extremadament lentes), amb moviments en els seus segments pràcticament congelats.

## Polímers
Tots els polímers termoplàstics presenten una Tg, ja siguin aquests amorfs o semicristalins. Els polímers amorfs en escalfar presenten només una transició, la Tg. Els polímers semicristalins presenten dues, la Tg i la temperatura de fusió dels cristalls (t).
Tg és un valor d'extrema importància en enginyeria de polímers, ja que indica la temperatura de treball del plàstic i, per tant, determina si un determinat plàstic pot ser utilitzat per una aplicació donada.

## Anàlisi de Tg

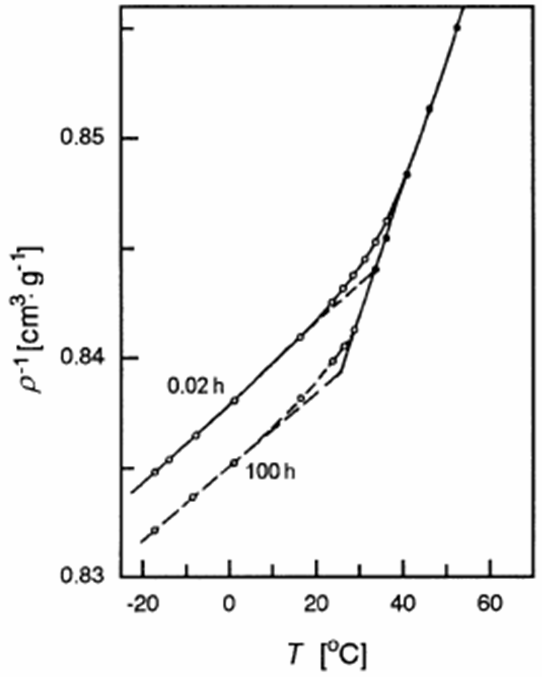
Determinació de temperatura de transició vítria per dilatometria, amb diferents condicions d'alineament.

La Tg no és una temperatura a la qual específicament ocorre el canvi d'estat, hi ha diferents mètodes experimentals per determinar-la, però a causa del caràcter termodinàmic d'aquesta pseudotransició, cada mètode proporciona un valor de Tg diferent, és per això que en els articles científics es proporciona sempre el mètode pel qual es va determinar el seu valor. Per a fins pràctics, no és tan important el valor exacte de Tg, ja que és comprensible que al voltant d'aquesta temperatura, el polímer adqueireix certa plasticitat.
Tenint en compte la llei de Vogel-Fulcher, s'ha de la temperatura de transició vítria, de l'estat líquid a l'estat vitri és un fenomen cinètic que correspon al punt de referència d'un estat de no-equilibri a causa del congelació de la relaxació α,
A més dels experiments de dilatometria, la Tg es pot calcular per altres tècniques, una d'elles inclou l'ús d'experiments de DSC o escombrat de calorimetria diferencial. Aquesta tècnica és una de les més populars a causa de la mínima quantitat de polímer requerit, com són de fiables els seus mesuraments i la informació extra reflectida, encara que l'equip modern necessari és d'alt preu.
Els experiments de DSC es poden dividir en dos, el de temperatura modulada i el de potència compensada. De qualsevol d'ells es pot extreure la informació sobre Tg, a més d'altres valors com Cp, ΔH, t, i el comportament de cristall de polímers, copolímers, mescles, aliatges de polímers, etc.
El flux de calor Φ obeeix a: {\displaystyle \phi \ ={\frac {dQ}{dt}}=C_{P}mq} on: {\displaystyle q={\frac {dT}{dt}}}
Els equips de DSC moderns poden a més impartir una ona sinusoidal de temperatures superimposada amb l'increment lineal de temperatura, la qual cosa ajuda a proporcionar millor informació que l'escalfament lineal progressiu convencional.
{\displaystyle T(t)=T_{0}+qt+T_{\alpha \ }sin{(\omega \ t)}}
L'anàlisi dels resultats requereix una anàlisi de Fourier, amb el qual s'obté un resultat una capacitat calorífica C  P  complexa, és a dir amb un component real i un altre imaginari. {\displaystyle C_{P}^{*}=C_{P}^{'}-ic_{P}^{''}}
On la part real {\displaystyle C_{P}^{'}=\mid C_{P}^{*}\mid cos(\delta \_s)}
I la part imaginària {\displaystyle C_{P}^{''}=\mid C_{P}^{*}\mid sin(\delta \_s)}
per {\displaystyle \mid C_{P}^{*}\mid } i {\displaystyle \delta \_s} (angle de fase del procés de relaxació del polímer), que són funcions tant de la temperatura com de la freqüència.

## Tg de polímers comuns
| Polímer                     | Tg en °C   | Tm en °C |
| --------------------------- | ---------- | -------- |
| ABS                         | 110        | 190      |
| Poliacetal                  | -85        | 175      |
| Nylon 6                     | 50         | 225      |
| Nylon 6,6                   | 50         | 260      |
| Nylon 6,10                  | 40         | 215      |
| Nylon 11                    | 45         | 185      |
| Poliacrilonitril            | 87         | 320      |
| Polibutadiè                 | -121       | -        |
| Policarbonat                | 152        | 225      |
| Policlorur de vinilidè      | -20        | 215      |
| Policlorur de vinil         | 80         | 205      |
| Poliestirè tàctic           | 100        | 235      |
| Polièter                    | -          | 235      |
| Polietilè PEAD              | -35 a -120 | 135      |
| Polietilè PEBD              | -35 a -120 | 105      |
| Politereftalat d'etil (PET) | 80         | 265      |
| Polimetilmetacrilat         | 100 a 120  | -        |
| Polipropilè                 | -15 a -25  | 160      |